# Meistaradeildin (1961)
W roku 1961 odbyła się 19. edycja Meistaradeildin (dziś zwanej Formuladeildin), czyli pierwszej ligi piłki nożnej archipelagu Wysp Owczych. Tytuł zdobył KÍ Klaksvík, odbierając go zwycięzcy poprzedniego sezonu HB Tórshavn. W rozgrywkach brało udział 4 zespołów.

## Uczestnicy
| Uczestnicy Meistaradeildin 1960                                                                               | Uczestnicy Meistaradeildin 1960 | Uczestnicy Meistaradeildin 1960 | Uczestnicy Meistaradeildin 1960 |
| --- | ------------------------------- | ------------------------------- | ------------------------------- |
| HB | HB Tórshavn                     | 1                               |                                 |
| B36 | B36 Tórshavn                    | 2                               |                                 |
| KÍ | KÍ Klaksvík                     | 3                               |                                 |
| TB | TB Tvøroyri                     | 4                               |                                 |
| Oznaczenia: - kolumna pierwsza – skróty nazw drużyn, - kolumna trzecia – miejsce zajęte w poprzednim sezonie. |                                 |                                 |                                 |

## Rozgrywki

### Tabela
| Lp. | Drużyna         | M | Z | R | P | Bramki | Bramki | Różn. | Pkt | Uwagi |
| --- | --------------- | - | - | - | - | ------ | ------ | ----- | --- | ----- |
| 1   | KÍ Klaksvík (M) | 6 | 4 | 2 | 0 | 16     | 4      | +12   | 10  |       |
| 2   | B36 Tórshavn    | 6 | 2 | 1 | 3 | 16     | 14     | +2    | 5   |       |
| 3   | TB Tvøroyri     | 6 | 2 | 1 | 3 | 8      | 18     | −10   | 5   |       |
| 4   | HB Tórshavn     | 6 | 1 | 2 | 3 | 4      | 8      | −4    | 4   |       |

### Wyniki spotkań
| Gospodarz \ Gość | B36  | HB  | KÍ  | TB  |
| B36 Tórshavn     |      | 1:1 | 2:3 | 9:1 |
| HB Tórshavn      | 0:1  |     | 1:2 | 0:3 |
| KÍ Klaksvík      | 5:01 | 1:1 |     | 5:0 |
| TB Tvøroyri      | 4:3  | 0:1 | 0:0 |     |

Aktualne na 14 marca 2015. Źródło: FaroeSoccer.com
Objaśnienia:
1Drużyna gospodarzy jest wymieniona po lewej stronie tabeli.
Kolory: zielony – zwycięstwo gospodarzy, żółty – remis, różowy – zwycięstwo gości.
Objaśnienia:
1. KÍ Klaksvík zwyciężył walkowerem. Ponieważ B36 Tórshavn nie wystawił na mecz pełnego składu, KÍ przyznano zwycięstwo w wysokości najwyższego zwycięstwa uzyskanego wcześniej w lidze[1].